# رد ولوت
رِد وِلوِت (به کره‌ای: 레드벨벳) یک گروه دخترانه کی-پاپ است که تحت نظارت اس. ام. اینترتینمنت به فعالیت می‌پردازد.
این گروه در ۱ اوت ۲۰۱۴، با سینگل ترک «شادی»، قبل از اطلاع قبلی شروع به کار کرد و بازخورد بسیار خوبی داشت. اوایل فوریه سینگل ترک «کیک بستنی» با اضافه شدن یک عضو جدید به گروه منتشر شد و تقریباً در همه چارت‌های کره جنوبی ترند تک رقمی شد، و همچنین در چارت بیلبورد فروش آهنگ جهانی جایگاه سوم را از آن خود کردند. رد ولوت در همان سال اولین اکانت رسمی خود را افتتاح کرد.
آنها ۸ سپتامبر ۲۰۱۵ اولین آلبومشان یعنی «قرمز» را منتشر کردند، کامبک «Dumb Dumb» در چارت‌ها بسیار قوی عمل کرد و توانست جایگاه سوم را در چارت بیلبورد فروش آهنگ جهانی بدست بیاورد؛ و در همین سال موفق به کسب جایزه «بهترین گروه جدید» از جشنواره سئول موزیک آواردز شد.
در اوت ۲۰۱۶ کامبک «رولت روسی» منتشر شد و موفقیت بسیار زیادی را برای رد ولوت به ارمغان آورد.
این گروه عملکرد بسیار موفقی در سال‌های فعالیت خود داشته است و توانسته محبوبیت بسیار قابل توجه ای بدست آورد. رد ولوت بیش از ۵۰ موزیک شو و ۵۰ جایزه مهم در طول سال‌های فعالیت خود به دست آورده که از بین آنها می‌توان به «بهترین گروه دختر» جشنواره ماما و نامزدی«آهنگ سال» اشاره کرد.
این گروه اولین گروه دختر کی-پاپ است که در آمریکای شمالی تور برگزار کرده‌است و در چارت‌های آی‌تیونز و بیلبورد عمل کرد قابل توجهی داشته‌است.
این گروه اولین گروه کی پاپ است که در مقابل رهبر کره شمالی اجرا کرده‌است.
رد ولوت در سال ۲۰۱۷ موفق به کسب جایگاه اول بین بهترین آلبوم کی-پاپ با «پرفکت ولوت» در بین ۷۲۹ آلبوم بوده‌است. تیتر یا عنوان این آلبوم با نام «دالی موشه» هم موفقیت‌های زیادی را برای گروه به دنبال داشت، این اولین باری بود که گروه سبک گرل کراش را تجربه می‌کرد. کامبک‌های بعدی به ترتیب: «پسر بد»، «پاور آپ» و «پسر واقعاً بد» بودند

## اعضا
| عنوان هنری | نام اصلی     | زادروز                  |
| ---------- | ------------ | ----------------------- |
| آیرین      | به جو-هیون   | ۲۹ مارس ۱۹۹۱ ‏(۳۳ سال)   |
| سول‌گی      | کانگ سول-گی  | ۱۰ فوریهٔ ۱۹۹۴ ‏(۳۱ سال)  |
| وِندی       | سون سونگ-وان | ۲۱ فوریهٔ ۱۹۹۴ ‏(۳۱ سال)  |
| جوی        | پارک سو-یونگ | ۳ سپتامبر ۱۹۹۶ ‏(۲۸ سال) |
| یری        | کیم یه-ریم   | ۵ مارس ۱۹۹۹ ‏(۲۶ سال)    |

## ترانه‌شناسی
- قرمز (۲۰۱۵)
- پرفکت ولوت (۲۰۱۷)